# Храм Всех Святых (Ивановское)
Храм Всех Святых — приходской православный храм в селе Ивановском городского округа Чехов Московской области. Относится к Чеховскому благочинию Подольской епархии Русской православной церкви.

## История
В селе Ивановское в 1801 году была построена небольшая деревянная церковь во имя Иоанна Милостивого, патриарха Александрийского. Церковь возвышалась над рекой Никажель и была видна на многие километры. Клировые ведомости за 1825 г. сообщают, что священником в церкви с. Ивановского в это время был Константин Михайлович Чертков. 
В 1831 г. построена каменная церковь Иоанна Милостивого с приделами Всех Святых и Святителя Николая Мирликийского.  Она была перестроена в красном кирпиче на личные средства  фабрикантов Медведевых (владельцев крупнейших в районе ситценабивных фабрик).
На рубеже XIX—XX веков на этом месте фабрикантом Л. И. Медведевым возведён огромный каменный храм во имя Всех Святых.
Каменный храм строился в два этапа. Сначала, в 1864—1869 годах на средства И. П. Медведева построена трапезная. Основное здание строилось по проекту 1883 года архитектора Казимира Гриневского, на средства Л. И. Медведева. Был воздвигнут крестово-купольный храм в русском стиле из красного кирпича с большим притвором и колокольней над ним с главным приделом в честь святителя Иоанна Милостивого, и приделами в честь святителя Николая, архиепископа Мир Ликийских чудотворца и Всех святых.
Глав пять (одна центральная — выше, а остальные четыре нижние равны между собой) — в честь Христа и четырёх евангелистов. Высота колокольни — 30 м. Диаметр купола на колокольне 4,5 м. Купольные кресты были покрыты 10 миллиметровыми медными пластинами и позолочены гальваническим методом.
Все стены православного храма были покрыты росписями. На северных и южных стенах были изображены сцены истории Нового и Ветхого завета.
Здание богато украшено кокошниками, лопатками, наличниками и другими деталями из кирпича.
Вокруг храма была поставлена кирпичная ограда с железными решётками. А рядом возведена кирпичная двухэтажная постройка церковно-приходской школы, открытой в 1873 году (здание школы сохранилось).
Церковь освящена к 300-летию Императорской семьи Романовых.
Храм был закрыт 4 декабря 1939 года, использовался в качестве библиотеки и медпункта. После 1970 года храм был заброшен и в полуразрушенном состоянии находился до начала XXI века.
С 10 июня 2001 года в канун престольного праздника, возобновились регулярные богослужения и началось возрождение храма.
Храм является объектом культурного наследия регионального значения (Постановление Правительства МО от 15.03.2002 г. № 84/9).

## Духовенство
- Настоятель храма — иеромонах Самуил (Бурбенский)[5]